# Ivan Toplak
Ivan Toplak (Belgrád, 1931. szeptember 21. – Maribor, 2021. július 26.) jugoszláv válogatott szerb labdarúgó, csatár, edző.

## Pályafutása

### Klubcsapatban
1945-ben a Branik Maribor korosztályos csapatában kezdte a labdarúgást. 1951 és 1954 között az Olimpija Ljubljana, 1954 és 1961 között a Crvena zvezda labdarúgója volt. A C. zvezdaval négy jugoszláv bajnoki címet és két kupagyőzelmet szerzett.

### A válogatottban
1956-ban egy alkalommal szerepelt a jugoszláv válogatottban.

### Edzőként
1964 és 1966 között a Crvena zvezda vezetőedzője volt. 1967 és 1975 között az Egyesült Államokban dolgozott edzőként a California Clippers (1967–68), a Stanford University (1969–71) és a San Jose Earthquakes (1974–75) csapatainál. 1976 és 1986 között a jugoszláv válogatott különböző csapatainál tevékenykedett. 1976–77-ben az A-válogatott szövetségi kapitánya volt. 1986-ban Ivica Osimmal együtt látta el ezt a posztot. 1978 és 1980 között az U20-as és az U21-es csapat vezetőedzője volt. Az olimpia válogatott szövetségi kapitányaként az 1980-as moszkvai olimpián negyedik, az 1984-es Los Angeles-in bronzérmes lett a csapattal. 1991 és 1993 között az indonéz válogatott szakmai munkáját irányította.

## Sikerei, díjai

### Játékosként
Crvena zvezda
- Jugoszláv bajnokság
  - bajnok (4): 1955–56, 1956–57, 1958–59, 1959–60
- Jugoszláv kupa
  - győztes (2): 1958, 1959

### Edzőként
Jugoszlávia
- Olimpiai játékok
  - bronzérmes: 1984, Los Angeles